# Nolana rupicola
Nolana rupicola es una de las 49 especies pertenecientes al género Nolana presentes en Chile de la familia de las solanáceas (Solanaceae). Esta especie en particular es endémica con una distribución en el borde costero del norte y centro de Chile, presente desde la región de Antofagasta hasta la región de Valparaíso.

## Descripción
Nolana rupicola se encuentra descrita como una hierba anual pero que posee cáudice perenne que le permite vivir más de una temporada; es una especie  decurrente o rastrera, posee tallos que pueden superar un metro de largo y los 80 cm de altura. 
Se caracteriza por tener flores grandes, el cáliz posee de 5 pétalos unidos con forma de campana o embudo o gamopétalas, su corola normalmente es de color celeste, azul o blanca. La parte interior de la flor o garganta es de color blanca con el centro amarillo. Posee 5 estambres desiguales en tamaño de color blanco y anteras amarillas o amarillo pálido. 
Su fruto está formado por mericarpos de forma irregular de color negro.
Nolana rupicola presenta hojas lanecoladas, alternas; las hojas basales se presentan en roseta y logran tener hasta 15 cm de largo. Las hojas caulinares son sésiles de base simétrica y abrazadas al tallo, esta es la principal diferencia con Nolana acuminata. Además las hojas de esta especie son aromáticas.
Crece en sectores costeros cerca del mar entre los 0 hasta los 500 metros sobre el nivel del mar y también en quebradas de la cordillera costa que son cubiertos por neblinas costeras o camanchaca. Recibe precipitaciones por condensación. Las plantas se encuentran expuestas a la luz pero con protección por la nubosidad costera. Posee una zona de distribución muy similar a la Nolana acuminata, pero esta última no cuenta con el cáudice perenne que le permite sobrevivir más de una temporada.
Resiste largos periodos de sequía de 8 a 12 meses, incluso años sin precipitaciones. Habita en un clima de rusticidad USDA equivalente a zonas 10 y 11.

## Nombres vernáculos
Esta especie es conocida comúnmente como 'suspiro costero' o simplemente 'suspiro', al igual que otras especies del género.

## Importancia
Esta es especie conocida como 'suspiro de campo' constituye una de las flores emblemáticas que aparecen durante la floración del fenómeno denominado Desierto florido
Es considerada un a planta con potencial ornamental.

## Amenazas
Una de las principales amenazas de esta especie la constituyen factores antrópicos como la urbanización y ocupación del borde costero, por acción antrópica por el turismo y colecta de flores